# Parapoynx nivalis
Parapoynx nivalis is een vlinder uit de familie van de grasmotten (Crambidae), uit de onderfamilie van de Acentropinae. De wetenschappelijke naam van deze soort is voor het eerst gepubliceerd in 1775 door Michael Denis en Ignaz Schiffermüller.
De soort komt voor in Duitsland, Polen, Tsjechië, Oostenrijk, Hongarije, Kroatië, Bosnië en Herzegovina, Servië, Roemenië, Bulgarije en Rusland.